# Svetlaja (kraj Primorje)
Svetlaja (Russisch: Светлая; "licht" of "helder") is een nederzetting met stedelijk karakter in het gemeentelijk district Ternejski van de Russische kraj Primorje.
De plaats ligt aan de kust van de Japanse Zee bij kaap Sosoenov en aan de monding van de gelijknamige rivier. Svetlaja telt ongeveer 1100 inwoners (1.136 in 2002; 1.110 in 1989), waarmee het de derde plaats van het district is na Plastoen en het districtscentrum Ternej. De plaats heeft een grote visverwerkende fabriek.

## Geschiedenis
Svetlaja werd gesticht in 1910 en vormde toen een kleine nederzetting in een onbewoond moerasachtig gebied. In 1929 werd de plaats tot onderdeel van de Goelag gemaakt en arriveerden de eerste gevangenen om dwangarbeid te verrichten in het lokale hervormingswerkkamp Dal Lag, dat zich in het midden van de plaats bevond, omringd door prikkeldraad, wachttorens en barakken. Ze moesten werken in de visserij, akkerbouw en veeteelt. Er bevonden zich paarden en 150 koeien. Vanaf 1932 mochten ook gewone sovjetburgers in de plaats gaan wonen en gevangenen die hun tijd erop hadden zitten maar nog niet vrij mochten reizen, gingen er wonen. Er woonden in 1932 ruim 14.000 mensen. Ook de lokale inheemse bevolking uit de omgeving werd door de collectivisatie gedwongen zich in de plaats te gaan vestigen. De visserij had de beschikking over 100 Kawasakis en verschillende kotters en schoeners, alsook pekelstations en rokerijen. Er werd krab gevangen en gedroogd.
Het dorp groeide uit langs de oevers van de zee en de monding van de rivier. Langzamerhand werd begonnen met het droogleggen van het moeras en het bouwen van houten woonbarakken. In 1934 werd een nieuw bouwplan opgevat, waarbij vooral langs de zeekust huizen voor Stachanovisten werden gebouwd. In dat jaar opende ook de eerste winkel in de plaats. Kinderen van de inwoners konden in de jaren 30 voor onderwijs nog niet terecht in het dorp, maar moesten daarvoor naar het internaat van het dorp Skovorodka reizen, ongeveer 32 kilometer noordelijker aan de kust. Wel bevond zich een goede ziekenverpleging en een bibliotheek in de Dal Lag. In 1937 werd een grensdistrict (пограничный округ) van de Pacifische Vloot opgezet in de plaats. In datzelfde jaar werden ook een aantal mensen uit de plaats opgepakt ("vijanden van het volk") in het kader van de Grote Zuiveringen. Nog voor de Tweede Wereldoorlog werd het hervormingswerkkamp opgerold en de gevangenen naar andere kampen getransporteerd. Op de plaats van de Dal Lag verrees tijdens de oorlog een kombinat. In 1942 kreeg de plaats haar huidige naam Svetlaja. Tot die tijd werd ze door de bevolking naar de afkorting voor het hervormingskamp genoemd; OELON (OEpravlenieje Lagerej Osobogo Naznatsjenia of "Kampbestuur voor speciale doeleinden"), niet te verwarren met het doodskampensysteem SIBOELON.
De belangrijkste bezigheden bleven in die tijd de visserij en landbouw, die zich nu vooral richtte op de verbouw van groenten. Vanaf 1948 kreeg de visserij de beschikking over visserboten van het type MRS-80. Vijf jaar later, in 1953, werd een visverwerkende fabriek gebouwd in de plaats. In die tijd verrezen ook de eerste school en bibliotheek in de plaats. In 1967 kreeg de plaats een houtkaponderneming. In 1990 werd er een Sovjet-Koreaans bedrijf opgezet voor de export van hout naar het buitenland.